# Министар-предсједник Холандије
Министар-предсједник Холандије (хол. Minister-president van Nederland) службени је назив за шефа владе у Холандији. Предсједник је Савјета министара Холандије односно Савјета министара Краљевине Холандије и министар општих послова.

## Дјелокруг
Функција министра-предсједника („премијера”) званично је уведена уставним промјенама из 1983. године. Дотад је постојао фактички шеф владе из реда министара, али без посебног уставног положаја. Сходно томе се министар-предсједник и данас сматра првим међу једнакима (лат. primus inter pares), а и званично је један од ресорних министара. Након 1937. његов стални министарски положај је под називом министар општих послова (хол. Minister van Algemene Zaken).
Министра-предсједника и министре поставља и разрјешава краљ указом. Сви министри заједно чине Савјет министара (хол. Ministerraad) под руководством министра-предсједника. Он непосредно руководи Министарством општих послова као надлежни министар. Ово министарство је својеврсни секретаријат владе, а под његов дјелокруг спада и краљевски дом. Министар-предсједник се једном седмично састаје са краљем.
Министар-предсједник такође руководи Савјетом министара Краљевине Холандије (хол. Rijksministerraad) који је различит орган од Савјета министара Холандије (хол. Ministerraad). Он се поред свих министара из Холандије састоји и из опуномоћених министара из три конститутивне јединице на Карибима (Аруба, Курасао и Свети Мартин). Сходно томе се разликују и два уставна акта: Устав Холандије и Повеља Краљевине Холандије. Међутим, будући да је континентална Холандија најмоћнија од четири конститутивне јединице које чине Краљевину Холандију онда се и ова два савјета министара често поистовјећују.
Министар-предсједник се налази на челу кабинета (хол. kabinet) који представља јединство владе. Кабинет, поред министара, укључује и државне секретаре (хол. staatssecretarissen).